# Henryk Grynberg
Henryk Grynberg (geboren 4. Juli 1936 in Warschau) ist ein in den USA lebender polnischer Prosaschriftsteller, Lyriker, Dramatiker und Essayist. Er gilt als eine der bedeutendsten Stimmen der jüdisch-polnischen Gegenwartsliteratur.

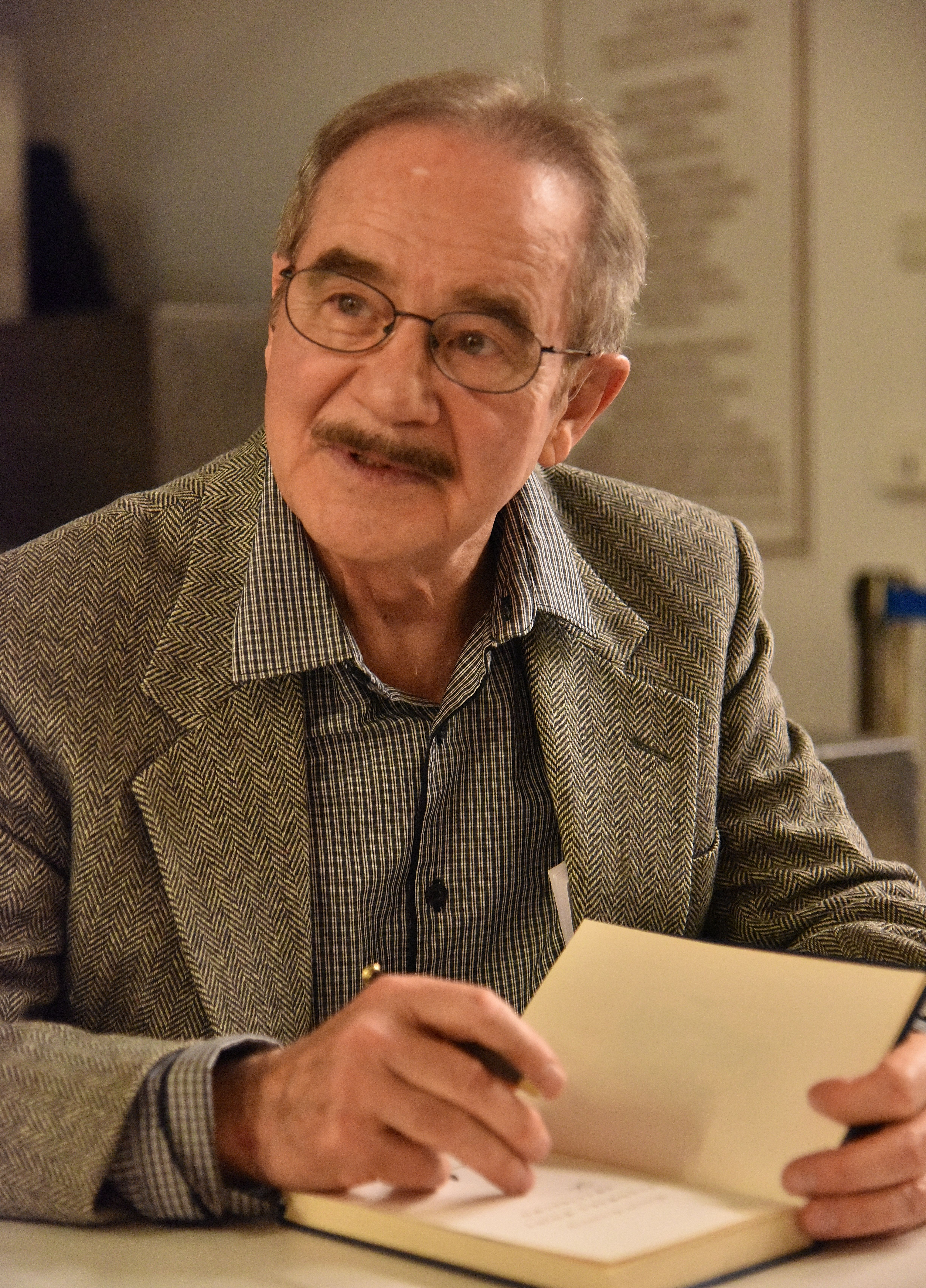
Henryk Grynberg (2016)

## Leben

### Eine Kindheit in den Jahren der Schoa in Polen
Henryk Grynberg verbrachte seine Kindheit in dem Dorf Radoszyna im Osten Masowiens. Als die deutschen Besatzer im Sommer 1942 die Beschlüsse der Wannseekonferenz hinsichtlich der „Endlösung der Judenfrage“ mit mörderischer Konsequenz umsetzten – mit Massendeportationen in die Vernichtungslager –, floh ein Teil der Familie Henryk Grynbergs in die Wälder, um sich dort zu verstecken. Die Großeltern väterlicherseits wurden nach Treblinka deportiert und ermordet. Grynbergs jüngeren Bruder „Buciek“ gab die Mutter zu einer Bauernfamilie, da sie die Hoffnung hatte, dass er dort sicherer sei. „Bucieks“ Identität wurde verraten, der eineinhalbjährige Junge wurde an die Deutschen ausgeliefert und ermordet. Den Winter 1942/1943 verbrachte die Familie zunächst bei einem polnischen Bauern, der bereit war, sie aufzunehmen, später in einem Versteck auf dem Gut in Radoszyna, wo Grynbergs Vater die Meierei geführt hatte. Im Frühjahr 1943 gelang es dem Vater, „arische Papiere“ für Henryk und die Mutter zu beschaffen; er selbst wollte vorerst in der Gegend bleiben, die ihm vertraut war, und versuchen, Unterschlupf bei Bauern zu finden, die er kannte. Henryk und seine Mutter konnten – mit falscher Identität – in Warschau bei einer Familie unterkommen, doch wurde die Lage nach dem Aufstand im Warschauer Ghetto immer gefährlicher, das Risiko immer schwerer kalkulierbar. Schließlich nahm die Mutter das Angebot an, in einem weit entfernten Dorf im Osten des besetzten Landes für Kost und Logis illegalen Unterricht zu erteilen (die deutschen Besatzer hatten für die polnische Bevölkerung lediglich Volksschulbildung vorgesehen). In diesem Dorf erlebten der neunjährige Henryk und seine Mutter die Ankunft der Roten Armee im Spätsommer 1944.
Henryk Grynberg und seine Mutter waren die einzigen Überlebenden der Familie. Die Angehörigen, die sich im Wald versteckt hatten, waren von Partisanen getötet worden. Den Vater, Abram Grynberg, hatte im Frühjahr 1944 ein polnischer Bauer erschlagen (vgl. hierzu vor allem den 1992 entstandenen Dokumentarfilm Miejsce urodzenia („Geburtsort“) von Paweł Łoziński sowie Grynbergs Essay Die Verpflichtung, der von der Entstehung dieses Films erzählt).
Im Herbst 1944 gingen Mutter und Sohn zunächst nach Dobre, in den Heimatort der Mutter; später zogen sie nach Łódź, das in der Zeit unmittelbar nach Kriegsende zu einem Anziehungspunkt für jüdische Überlebende wurde.

### Studium, Jiddisches Theater, Exil
Von 1954 bis 1958 studierte Grynberg Journalistik an der Warschauer Universität, eine seiner Kommilitoninnen war Hanna Krall. Von 1958 bis 1967 war er Schauspieler am Staatlichen Jiddischen Theater Ida Kamińskas (Państwowy Teatr Żydowski). Als nach dem Junikrieg (Sechstagekrieg) 1967 der schwelende Antisemitismus in der Volksrepublik Polen als politisches Instrument zur Unterdrückung der Opposition immer offener zu Tage trat, beschloss Henryk Grynberg, das Land zu verlassen. Eine Gelegenheit bot sich, als das Jiddische Theater im Oktober 1967 zu Gastauftritten nach New York eingeladen wurde. Von dieser Tournee kehrte er nicht mehr in die Volksrepublik zurück. Zunächst lebte er in Los Angeles, wo seine Mutter und sein Stiefvater sich nach einem ebenso langen wie beschwerlichen Emigrationsweg (Tel Aviv, Buffalo) niedergelassen hatten. 1971 schloss er sein Studium der russischen Literatur an der Universität von Los Angeles ab. Als er ein Angebot erhielt, in der Redaktion der polnischen Zeitschrift Ameryka zu arbeiten, zog er nach McLean bei Washington (D.C.), wo er auch heute noch lebt. Von der Arbeit bei Ameryka wechselte er zu Voice of America, wo er bis 1991 tätig war.

## Das literarische Werk
Henryk Grynberg debütierte literarisch 1959 in der Zeitschrift Współczesność. Sein Lebensthema ist die Erfahrung des Todesurteils, das über ihn und seine Familie verhängt wurde. Die Auseinandersetzung damit findet jedoch nicht – was in literarischen Zeugnissen über die Schoa häufiger anzutreffen ist – 1945 ihren Abschluss, sondern wird über das Kriegsende hinaus fortgeführt. Wesentlich für Grynbergs Schaffen ist die Fortsetzung der Lebenserzählung in den Jahren nach dem Krieg: Er beschreibt die Erfahrung der überlebenden polnischen Juden, die – in einer Gesellschaft, die angeblich frei sei vom Übel des Antisemitismus, der als Krankheit des Kapitalismus gebrandmarkt wurde – bald schon erneute Stigmatisierung erfahren mussten, seine eigenen Erfahrungen mit der Zensur, die seine Texte genau dort beschnitt, wo sie von seinem „Lebensthema“ sprachen – und schließlich die Erfahrung des erneuten Heimatverlustes infolge der antisemitischen Kampagne, die 1967 begann und mit den „Märzereignissen“ von 1968 ihren Höhepunkt fand.
Das Werk Henryk Grynbergs steht im Kontext einer breiten Auseinandersetzung, die die gesamte polnische – und insbesondere die jüdisch-polnische – Literatur durchzieht: „Polen war das Epizentrum der Ermordung der europäischen Juden - auf polnischem Boden befanden sich die Vernichtungslager, und die polnischen Juden hatten die meisten Opfer zu beklagen. Die Auseinandersetzung mit dem Massenmord an den Juden ist deshalb seit den 1940er Jahren ein Grundanliegen der polnischen Literatur.“
Zu Grynbergs wichtigsten Texten gehören die 1965 in der Volksrepublik Polen publizierte Erzählung Der jüdische Krieg, die von der Flucht vor der Deportation handelt, von der Zeit in dem Erdversteck im Wald, von der Zeit in Warschau und den Monaten in dem ostpolnischen Dorf, sowie die zeitlich unmittelbar daran anschließende Erzählung Der Sieg, die bereits in den USA entstand und 1969 im Pariser Exilverlag Kultura publiziert wurde, dem wichtigsten literarischen Zentrum der polnischen Emigration. (Die beiden Erzählungen erschienen 2001 bei Wydawnictwo Czarne in einem Band.)
Bis 1987 konnten Grynbergs Werke ausschließlich in Exilverlagen erscheinen (Paris, London, Berlin). Seit der Wende erleben seine Bücher in Polen zahlreiche Neuauflagen  und werden vermehrt zum Gegenstand literaturwissenschaftlicher Studien. Die neuerliche Rezeption des Werkes von Henryk Grynberg spiegelt den Prozess einer „Erinnerung nach dem Vergessen“.
„Das Werk Henryk Grynbergs läßt sich als symbolisches Wiedergewinnen von Gedenken bezeichnen. Gedenken ist das Geheimnis der Erlösung – dieser Satz des Baal Schem Tow dient einer der Erzählungen als Motto. Grynberg hält Geschichten von Juden fest, die der Massenvernichtung zum Opfer fielen, und von Geretteten, über die ganze Welt Zerstreuten.“ „Polnisch-jüdische Überlebende des Holocaust wie Henryk Grynberg schreiben autobiographische Prosa an der Grenze von Realität und Fiktion, um das Unvorstellbare ins Vorstellbare zu rücken.“
In seinen Essays setzt sich Henryk Grynberg u. a. mit den historischen Ursachen des Antisemitismus auseinander, mit den Folgen einer manipulativen Gedächtnispolitik, die den Holocaust verfälscht sowie mit den komplexen Fragen der Identität im Spannungsfeld der jüdisch-polnischen Problematik. Zwei große Essays sind insbesondere der polnischsprachigen Literatur des Holocaust gewidmet, die Grynberg innerhalb der europäischen Literatur als wichtigste „Augenzeugin“ ansieht.
Einzelne Gedichte Grynbergs erschienen in Anthologien:
- Polnische Lyrik der Gegenwart[8]
- Lyrisches Quintett. Fünf Themen der polnischen Dichtung[9]
- Henryk Grynberg – ein vom Polnischen Institut Leipzig herausgegebenes Porträt[10]

In der Anthologie Träume sind frei. Polnisches Lesebuch erschien die Erzählung Der Freiwillige. Ein Ausschnitt aus dem Essay Obsesyjny temat erschien – unter dem Titel Das Thema meiner Obsession – in der Anthologie Polen im Exil.
Grynberg, der sich selbst als Chronisten des Schicksals der polnischen Juden betrachtet, veröffentlichte über 20 Bücher in polnischer Sprache. Er gilt „als einer von mehr als einem Dutzend erstrangiger Dichter und Romanciers jüdischer Herkunft, die einen wichtigen Einfluss auf die zeitgenössische polnische Literatur ausüben“.
Henryk Grynberg ist Mitglied des polnischen Schriftstellerverbandes SPP.
Im April 2000 war Henryk Grynberg zusammen mit Wilhelm Dichter Gast im Literarischen Colloquium Berlin. Diesen Aufenthalt beschrieb er in seinem Essay Am schönen blauen Wannsee, der durchdrungen ist von dem Bewusstsein, dass sein Auftritt als Schriftsteller am Wannsee nicht zu trennen ist von den Beschlüssen der Wannseekonferenz vom 20. Januar 1942. Der Wannsee wird in diesem Essay zur Chiffre des Grauens, zum Kürzel für den Massenmord, und nicht der Galerie der Schriftstellergäste im LCB widmet Grynberg seine Aufmerksamkeit, sondern den Fotos und Biographien der „Akteure“, die damals das Todesurteil sprachen über ihn und seine Familie.

## Werke in deutscher Übersetzung
- Der jüdische Krieg, Erzählung, edition suhrkamp, 588, Frankfurt am Main 1972, aus dem Polnischen von Vera Cerny DNB 730260321.
- Kalifornisches Kaddisch, Verlag Neue Kritik, Frankfurt am Main 1993, aus dem Polnischen von Hubert Schumann ISBN 3-8015-0257-0.
- Kinder Zions. Dokumentarische Erzählung, Reclam, Leipzig 1995, aus dem Polnischen von Roswitha Matwin-Buschmann. ISBN 3-379-01524-5.
- Drohobycz, Drohobycz: Zwölf Lebensbilder, Zsolnay, Wien 2000, aus dem Polnischen und mit einem Nachwort von Martin Pollack. ISBN 3-552-04979-7.
- Unkünstlerische Wahrheit. Ausgewählte Essays. Herausgegeben von Liliana Ruth Feierstein, Hentrich & Hentrich, Berlin 2014, aus dem Polnischen und mit einem Nachwort von Lothar Quinkenstein, durchgesehen von Katarzyna Śliwińska (= Jüdische Spuren. Band 6). ISBN 978-3-95565-050-6.
- Der Sieg. Drei Erzählungen. Herausgegeben von Liliana Ruth Feierstein, Hentrich & Hentrich, Berlin 2016, aus dem Polnischen von Vera Cerny und Lothar Quinkenstein (= Jüdische Spuren. Band 8). (Der Band enthält die Erzählungen Der jüdische Krieg, Der Sieg und Vaterland.)
- Flüchtlinge. Aus dem Polnischen von Lothar Quinkenstein. Mit einem Interview mit dem Verfasser. Arco Verlag, Wuppertal 2018, ISBN 978-3-938375-91-4.

## Preise
- Preis der Kościelscy-Stiftung
- Tadeusz-Borowski-Stipendium
- Auszeichnung des polnischen Senders von Radio „Freies Europa“ für das Buch „Der jüdische Krieg“
- Preis der Zeitschrift „Wiadomości“ für das beste Buch des Jahres 1975 („Das ideologische Leben“)
- Preis der Alfred-Juryikowski-Stiftung 1990[15]